# Avatar : La Voie de l'eau
Pour les articles homonymes, voir Avatar.
Cet article concerne le film de 2022. Pour la franchise cinématographique, voir Avatar. Pour l'univers de fiction, voir univers de fiction d'Avatar.
Série Avatar
Avatar
(2009) Avatar : De Feu et de Cendres
(2025)
Pour plus de détails, voir Fiche technique et Distribution.
Avatar : La Voie de l’eau (Avatar: The Way of Water) est un film de science-fiction américain réalisé par James Cameron, sorti en 2022. James Cameron a coécrit le scénario avec Rick Jaffa et Amanda Silver, à partir d’une histoire que le trio a développée avec Josh Friedman et Shane Salerno. Produit par les sociétés Lightstorm Entertainment et TSG Entertainment et distribué par The Walt Disney Company par le biais de 20th Century Studios, il s’agit de la suite du premier film de la franchise Avatar. Les acteurs Sam Worthington, Zoe Saldaña, Stephen Lang, Joel David Moore, CCH Pounder, Giovanni Ribisi, Dileep Rao et Matt Gerald reprennent leurs rôles du film original, tandis que Sigourney Weaver revient dans un rôle différent. De nouveaux acteurs intègrent la distribution, dont Kate Winslet, Cliff Curtis, Edie Falco et Jemaine Clement. Dans le film, le Na’vi Jake Sully (Worthington) et sa famille, soumis à une nouvelle menace humaine, cherchent refuge auprès du clan Metkayina de Pandora.
James Cameron déclare, dès 2006, qu’il souhaiterait faire des suites à Avatar si le film connaît un succès. À la suite du succès considérable du premier film, il annonce en 2010, que deux suites seront réalisées, la première devant sortir en 2014. Cependant, le développement de deux suites supplémentaires, pour un total de cinq films Avatar, et la nécessité de développer une nouvelle technologie afin de filmer des scènes en capture de mouvement sous l’eau, un exploit jamais réalisé auparavant, conduisent à des retards importants pour permettre à l’équipe de travailler plus longtemps sur l’écriture, la préproduction et les effets visuels du film. Le tournage, qui a lieu simultanément avec celui du troisième film, commence à Manhattan Beach, en Californie, le 15 août 2017. Il se déroule à Wellington, en Nouvelle-Zélande, à partir du 25 septembre 2017, et se termine fin septembre 2020 après trois ans de tournage. Avec un budget estimé entre 350 et 460 millions de dollars, Avatar : La Voie de l’eau est l’un des films les plus chers jamais réalisés.
Après des reports répétés de la date de sortie prévue, Avatar : La Voie de l’eau est présenté en avant-première à Londres le 6 décembre 2022, puis sort en salles aux États-Unis le 16 décembre 2022. Le film reçoit des critiques généralement positives, qui louent le film pour ses effets visuels et ses accomplissements techniques, bien que certaines déplorent la faiblesse de son intrigue et sa durée excessive. Le film a été un grand succès au box-office, et a battu plusieurs records. Avatar : La Voie de l’eau a rapporté environ 2,320 milliards de dollars dans le monde, ce qui en fait le plus gros succès de 2022, le plus gros succès depuis le début de la pandémie de Covid-19 et le troisième plus gros succès de tous les temps. Il est également le sixième film de l’histoire à dépasser la barre des 2 milliards de dollars et le deuxième plus rapide à atteindre ce seuil. Plusieurs organismes tels que le National Board of Review et l’American Film Institute le désignent comme l’un des dix meilleurs films de 2022. Le film reçoit de nombreuses autres récompenses, notamment des nominations pour les prix du meilleur film dramatique et de la meilleure réalisation lors de la 80e cérémonie des Golden Globes, ainsi que quatre nominations à la 95e cérémonie des Oscars, dont celle du meilleur film. Trois suites sont en cours de production, le troisième film devant sortir en décembre 2025.

## Synopsis
Sur Pandora, plus d'une décennie après la guerre entre le peuple autochtone des Na'vi et les humains de la Ressource Development Administration (RDA), Jake Sully assume désormais son rôle de chef des Omaticaya. Neytiri et lui s'occupent de leur famille : Neteyam, leur fils aîné, Lo'ak, leur fils cadet, Kiri, leur fille adoptive (mystérieusement née de l'avatar inerte du Dr Grace Augustine), Spider, un enfant humain abandonné sur la planète, et Tuk, leur fille benjamine. Une nuit, la RDA et ses troupes reviennent en force sur Pandora. Leur mission est de préparer la planète à devenir une nouvelle Terre et accueillir leur exode. Jake, Neytiri et les Omaticaya sont les premiers à s'opposer à eux.
Une année après, alors que le conflit qui oppose les Na'vis et les forces humaines a repris, une équipe de « recombinés » est mise en orbite de Pandora à bord de l'ISV Vindicator. Ce sont tous des clones Na'vis crées en laboratoires et possédant les souvenirs d'humains décédés lors de la première invasion. Le commandant du détachement n’est autre que le Colonel Quaritch qui avait pris soin de faire une sauvegarde de sa mémoire et de sa personnalité avant de prendre part à la bataille céleste qui lui coûta la vie.
Quaritch et ses soldats capturent Lo'ak, Spider, Kiri et Tuktirey. Ces derniers parviennent à se libérer, mais Spider reste prisonnier. Quaritch se rend compte que Spider est en fait son fils, et il compte utiliser ses connaissances de la langue et de la culture des Na'vi. Préférant mettre sa famille à l'abri, Jake renonce à son rôle de chef et mène les siens jusque chez les Metkayina, un clan Na'vi vivant sur la côte Est de Pandora. La famille Sully se voit ainsi contrainte de s'intégrer à une nouvelle culture et faire face à l'opposition de certains qui voient d’un mauvais œil leur venue et leur mixité humaine-Na'vi. De son côté, Quaritch se met à la recherche de Jake pour l'empêcher de mener une insurrection Na'vi, mais aussi par vengeance personnelle.
Aonung (le fils de Tonowari, chef des Metkayina, et de son épouse Ronal, leur Tsahik) se dispute avec Lo’ak. Avec ses amis, Aonung persuade Lo'ak de les suivre dans une zone où se trouve un dangereux prédateur marin, et l'y abandonne. Lo'ak est sauvé de justesse par Payakan, un tulkun, un énorme animal aquatique intelligent avec qui les Metkayina ont des relations spirituelles étroites. Lo'ak et Payakan deviennent amis. Lorsqu'il revient, Lo'ak prend sur lui la responsabilité de l'incident qui aurait pu lui coûter la vie, et Aonung devient son ami. Mais les Metkayina le préviennent : Payakan est un tulkun dangereux, un paria.
Quaritch retrouve la trace de Jake et sa famille. Pour rejoindre l'archipel où ils sont, Quaritch exige la réquisition d'un ekranoplan géant utilisé normalement comme baleinier. Cet ekranoplan-baleinier chasse les tulkuns pour prélever une substance présente dans leur cerveau appelée amrita, qui a la caractéristique de stopper le vieillissement humain, et dont la valeur marchande est considérable. Quaritch embarque à bord du navire et commence à user d'une brutalité extrême pour trouver la localisation exacte de Jake, sans succès, car les tribus auxquelles il s'attaque affirment ignorer où il se trouve. Il décide alors de changer de méthode, d'ordonner au baleinier qui est censé lui faciliter la recherche de Jake, de chasser les tulkuns dans une nouvelle zone en laissant leurs cadavres flotter bien en évidence : vu les liens étroits qui existent entre tulkuns et Metkayina, Quaritch espère ainsi pousser ceux-ci et Jake Sully au combat. Lo'ak se connecte mentalement à Payakan, et découvre que le comportement violent qui a abouti à sa marginalisation était en fait une réaction de défense contre les baleiniers qui avaient tué sa mère.
Lorsque la nouvelle de la présence du baleinier arrive chez les Metkayina, Lo'ak veut prévenir Payakan et part à sa recherche avec ses frères et sœurs, ainsi que Tsireya et Aonung, les enfants de Tonowari et Ronal. Ils le trouvent poursuivi par le baleinier, et sont capturés par Quaritch et ses hommes. Jake, Neytiri et les Metkayina doivent combattre pour sauver leurs enfants. Quaritch force Jake à se rendre, mais Payakan attaque alors le navire, tuant une grande partie de l’équipage et endommageant gravement le navire qui commence à couler. Neteyam, le fils ainé de Jake et Neytiri, sauve Lo'ak, Tsireya et Spider, mais il est blessé par balles et décède.
Jake, Quaritch, Neytiri et Tuk se retrouvent piégés dans le vaisseau en train de couler. Jake étrangle Quaritch et est sauvé par Lo'ak et Payakan. Kiri sauve Neytiri et Tuk avec l'aide de créatures marines avec qui elle a développé une relation étroite. Spider sauve Quaritch, inconscient, mais rejoint Jake et sa famille. Après les funérailles de Neteyam, Jake et Neytiri veulent quitter les Metkayina pour ne plus les mettre en danger, mais Tonowari leur dit qu’ils sont désormais des leurs.

## Fiche technique
Sauf indication contraire, les informations mentionnées dans cette section peuvent être confirmées par les bases de données cinématographiques IMDb et Allociné,  présentes dans la section « Liens externes ».
- Titre original : Avatar: The Way of Water
- Titre français : Avatar : La Voie de l’eau
- Réalisation : James Cameron
- Scénario : James Cameron, Rick Jaffa et Amanda Silver, d'après une histoire de James Cameron, Rick Jaffa, Amanda Silver, Josh Friedman et Shane Salerno, basé sur des personnages créés par James Cameron
- Musique : Simon Franglen
  - Musiques additionnelles : Tito Tahan, The Weeknd (Interprète - chansons du film)
- Direction artistique : Greg Allison, Robert Bavin, Alister Baxter, Simon Bright, Andrew Chan, Steve Christensen, Sarah Delucchi, Luke Freeborn, Robert Andrew Johnson, Aashrita Kamath, Steven Light-Orr, Andy McLaren, Ben Milsom, Rudie Schaefer, Kim Sinclair, Sam Storey et Ken Turner
- Décors : Dylan Cole, Vanessa Cole et Ben Procter
- Costumes : Bob Buck et Deborah Lynn Scott
- Maquillage : Sarah Rubano, Maggie Sugar
- Coiffure : Sarah Rubano
- Photographie : Russell Carpenter
- Son : Christopher Boyes, Michael Hedges, Julian Howarth, Gary Summers, Gwendolyn Yates Whittle
- Montage : David Brenner, James Cameron, John Refoua, Stephen E. Rivkin et Ian Silverstein
- Production : James Cameron et Jon Landau
  - Production déléguée : Richard Baneham, Peter M. Tobyansen et David Valdes
  - Production associée : Brigitte Yorke
- Sociétés de production : Lightstorm Entertainment et 20th Century Studios, en association avec TSG Entertainment
- Sociétés de distribution : Walt Disney Studios Motion Pictures (États-Unis et Canada) ; Walt Disney Studios Motion Pictures International (France)
- Budget : 250 millions de $[2] ; 350–400 millions de $[3],[4] ; 350 millions de $[5]
- Box-office : le film a récolté plus de 2,244 milliards de dollars[6]
- Pays de production :  États-Unis
- Langue originale : anglais
- Format : couleur
  - projection numérique 4K et IMAX Digital 3D - 1,85:1 (Widescreen - 16:9 HD) — son Auro 11.1 / IMAX 12-Track / IMAX 6-Track / Dolby Atmos
  - projection pellicule 35 mm — 2,39:1 (CinemaScope) — son DTS (DTS: X) / Dolby Surround 7.1
- Genres : science-fiction, action, aventures, fantastique
- Durée : 192 minutes
- Dates de sortie[7] :
  - Royaume-Uni : 6 décembre 2022 (première mondiale à Londres)[8],[9]
  - France, Belgique, Suisse romande : 14 décembre 2022[10],[11],[12]
  - États-Unis : 16 décembre 2022 (sortie nationale) ; 28 mars 2023 et 7 juin 2023 (sortie sur internet)
  - Québec : 16 décembre 2022[13]
- Classification :
  - États-Unis : accord parental recommandé, film déconseillé aux moins de 13 ans (PG-13 - Parents Strongly Cautioned)[N 1]
  - France : tous publics avec avertissement[14],[N 2]
  - Belgique : potentiellement préjudiciable jusqu'à 12 ans (Mogelijk schadelijk voor kinderen onder de 12 jaar)[11],[15]
  - Suisse romande : interdit aux moins de 14 ans[16]
  - Québec : tous publics - déconseillé aux jeunes enfants (G - General Rating)[13]

## Distribution
- Sam Worthington (VF et VQ : Adrien Antoine) : Jake Sully
- Zoe Saldaña (VF et VQ : Ingrid Donnadieu) : Neytiri
- Sigourney Weaver : Kiri (VF et VQ : Ninon Moreau) / Dre Grace Augustine (VF et VQ : Sylvie Genty)
- Stephen Lang (VF et VQ : Xavier Fagnon) : colonel Miles Quaritch
- Britain Dalton (VF et VQ : Matt Mouredon) : Lo'ak
- Jamie Flatters (VF : Julien Alluguette ; VQ : Xiao Yi Hernan) : Neteyam
- Jack Champion (VF : Oscar Douieb ; VQ : Philippe Vanasse-Paquet) : Miles « Spider » Socorro
- Kate Winslet (VF : Anneliese Fromont ; VQ : Mélanie Laberge) : Ronal
- Cliff Curtis (VF : Mathieu Buscatto ; VQ : Louis-Philippe Dandenault) : Tonowari
- Bailey Bass (VF et VQ : Jaynélia Coadou) : Tsireya
- Edie Falco (VF : Marianne Leroux ; VQ : Marika Lhoumeau) : générale Frances Ardmore
- Jemaine Clement (VF et VQ : Thiéry Dubé) : Dr Ian Garvin
- Brendan Cowell (en) (VF : Laurent Maurel ; VQ : Tristan Harvey) : capitaine Mick Scoresby
- Trinity Jo-Li Bliss (en) (VF et VQ : Carmen Levrau) : Tuktirey « Tuk »
- Filip Geljo (VF : Pierre Boulanger ; VQ : Charles Sirard Blouin) : Aonung
- Joel David Moore (VF et VQ : Patrick Mancini) : Dr Norm Spellman
- CCH Pounder (VF et VQ : Michèle Bardollet) : Mo'at
- Dileep Rao (VF : Luc Boulad) : Dr Max Patel
- Matt Gerald (VF : Boris Rehlinger) : caporal Lyle Wainfleet recombiné
- Duane Evans Jr. (VF : Alexandre Nguyen) : Rotxo
- Robert Okumu : Olo'eyktan des Ta'unui
- Jennifer Stafford : Tsa'hik des Ta'unui
- Keston John : Tarsem
- Kevin Dorman : recombiné de Mansk
- Alicia Vela-Bailey (VF : Corinne Wellong)  : recombiné de Zdinarsik
- Giovanni Ribisi (VF : Damien Witecka) : administrateur Parker Selfridge (caméo vidéographique)

Version française,
- Studio de doublage : Dubbing Brothers
- Direction artistique : Gilles Morvan et Maël Davan-Soulas
- Adaptation : Houria Belhadji-Lamhene

 Source et légende : version française (VF) sur RS Doublage et sur AlloDoublage.

## Production

### Genèse et développement

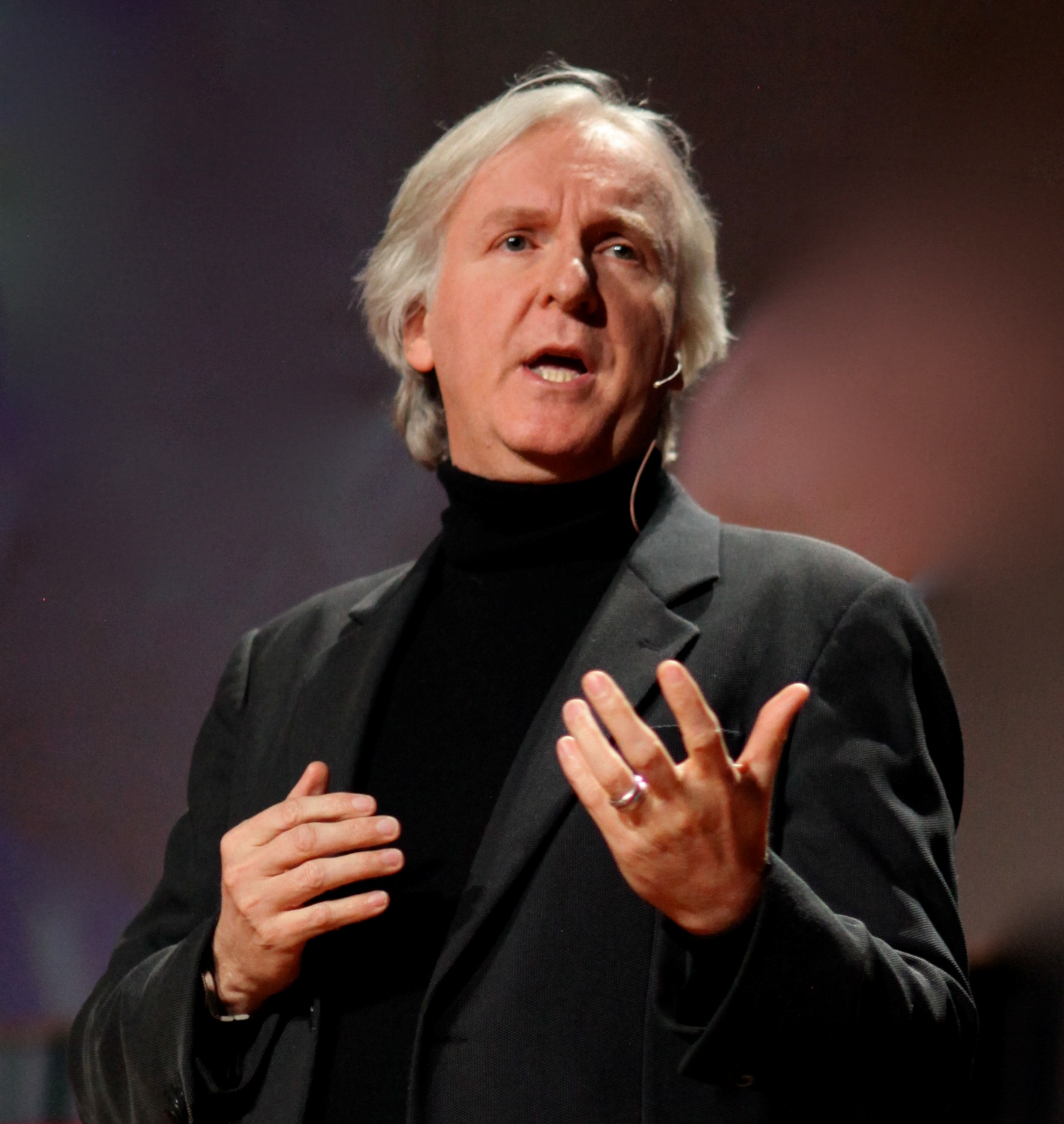
James Cameron en 2010.

En 2006, James Cameron déclare que si Avatar (2009) connaît un succès, il pourrait en réaliser deux suites. En 2010, il affirme que les suites seront produites comme prévu en raison du grand succès du film. La sortie des suites est initialement prévue pour décembre 2014 et 2015. James Cameron reprend certaines scènes du premier film pour des suites futures,. Il prévoit de tourner les suites simultanément et de commencer à travailler « une fois que l’intrigue est bien établie »,. Il explique que les suites vont étendre l’univers d’Avatar en explorant d’autres lunes de Polyphème. La première suite se concentre sur l’océan de Pandora et sur la forêt tropicale. Il a l’intention de filmer la suite au fond de la fosse des Mariannes à l’aide d’un submersible en eau profonde. En 2011, James Cameron indique qu’il commence tout juste à concevoir l’écosystème océanique de Pandora et les autres mondes qui seront inclus dans l’histoire. L’intrigue, bien que reprenant les thèmes environnementaux du premier film, ne devrait pas être « agressive » puisque le film devrait se concentrer sur le divertissement. En décembre 2009, il est confirmé que les suites continueront à suivre les personnages de Jake et Neytiri. James Cameron laisse entendre que les humains seront de nouveau les antagonistes de l’histoire. En 2011, il fait part de son intention de filmer les suites à une fréquence d’images plus élevée que la norme actuelle de 24 images par seconde, afin d’ajouter un sens accru de la réalité.
En 2013, James Cameron annonce que les suites vont être tournées en Nouvelle-Zélande, les scènes en capture de mouvement devant être réalisées en 2014. Un accord avec le gouvernement néo-zélandais prévoit qu’au moins une première mondiale soit organisée à Wellington et qu’au moins 500 millions de dollars néo-zélandais (environ 410 millions de dollars américains aux taux de change de décembre 2013) soient dépensés pour les activités de production en Nouvelle-Zélande, dont le tournage en prise de vues réelles et les effets visuels. Le gouvernement néo-zélandais annonce qu’il va augmenter son abattement fiscal de base pour les productions cinématographiques de 15 à 20 %, 25 % étant réservés aux productions internationales sous certaines conditions et 40 % aux productions néo-zélandaises (tel que défini par la section 18 du New Zealand Film Commission Act 1978),.
James Cameron évoque pour la première fois, en 2012, une éventuelle troisième suite, qui est officiellement confirmée l’année suivante,. James Cameron envisage alors de sortir Avatar 2 en 2015, mais, plus tard dans l’année, la production est reportée à 2014, le film devant sortir en décembre 2016 et être suivi des deux autres suites en 2017 et 2018. En 2015, les dates de sortie prévues pour les suites sont repoussées d’une année supplémentaire, la première suite devant sortir en décembre 2017, en raison du processus d’écriture, que James Cameron qualifie de « travail complexe »,,. Le mois suivant, la Fox annonce un nouveau report de la date de sortie. En février 2016, la production des suites est censée commencer en avril 2016 en Nouvelle-Zélande. En avril 2016, James Cameron annonce au CinemaCon qu’il y aura quatre suites Avatar, qui seront toutes tournées simultanément. Le budget de ces quatre suites s'élève à un milliard de dollars (soit 250 millions de dollars par film).
Parmi les nouveaux membres de l’équipe, on compte le directeur de la photographie Russell Carpenter, qui a travaillé avec Cameron sur True Lies (1994) et Titanic (1997), et Aashrita Kamath, qui occupe le rôle de directrice artistique sur les quatre suites,,. Kirk Krack, fondateur de Performance Freediving International, a travaillé comme entraîneur de plongée libre pour les acteurs et l’équipe pour les scènes sous-marines. Plusieurs créatures qui ont été présentées pour la première fois dans l’attraction du parc à thème de Walt Disney World Avatar Flight of Passage apparaissent dans le film.
En 2019, après que plusieurs médias ont partagé des rumeurs de titres potentiels pour les suites Avatar, y compris le titre Avatar : La Voie de l’eau, James Cameron confirme que les titres mentionnés font « partie des titres qui sont à l’étude », mais qu’ils n’ont pas encore été sélectionnés. En 2022, James Cameron affirme qu’environ dix minutes « d’action avec des armes à feu » ont été supprimées du film, car il ne souhaite plus « fétichiser l’arme à feu », bien qu’il soit considéré comme un « cinéaste d’action »,.

### Écriture du scénario
En 2012, James Cameron déclare que les suites sont écrites comme « des histoires séparées dont un des arcs narratifs est lié au premier film », la deuxième présentant une fin claire au lieu d’un cliffhanger vers le film suivant. Les scénaristes sont également annoncés : Josh Friedman pour le premier, Rick Jaffa et Amanda Silver pour le deuxième, et Shane Salerno pour le troisième. En avril 2014, James Cameron prévoit d’achever les trois scénarios alors prévus en six semaines, déclarant que les trois suites seraient produites simultanément et étaient toujours prévues de sortir entre décembre 2016 et 2018,. Il ajoute que même si Josh Friedman, Rick Jaffa et Amanda Silver, et Shane Salerno coécrivent chacun une suite avec lui, ils ont d’abord travaillé ensemble sur les trois scénarios : « Je n’ai attribué à chaque scénariste le film sur lequel il allait travailler que le dernier jour. Je savais que si je leur attribuais leurs scénarios à l’avance, ils feraient la sourde oreille chaque fois que nous parlerions de l’autre film »,,,,,. Cameron ajoute qu’ils ont « travaillé sur tous les aspects de l’histoire des trois films pour qu’ils se rejoignent en une sorte de saga de trois films », un processus créatif inspiré de ses expériences dans la salle d’écriture de sa série télévisée Dark Angel. L’écriture prend plus de temps que prévu, obligeant James Cameron à reporter à nouveau la sortie des films en 2015.
James Cameron passe un an à écrire et à achever un scénario complet pour la première suite intitulé Avatar: The High Ground, un traitement de 130 pages. Il décide finalement de le jeter et de le recommencer car « le scénario ne comportait pas assez de surprises », ce qui est pour lui l’un des éléments essentiels des suites. À un moment donné, il menace de licencier ses scénaristes parce qu’ils ne se concentrent que sur les nouvelles histoires au lieu de comprendre d’abord ce qui a fait le succès du film original,. En décembre 2015, James Cameron affirme dans une interview avec Entertainment Weekly : « Je suis en train de réécrire les trois scripts […] pour les affiner. C’est un processus parallèle à celui de la conception. Le processus de conception est très avancé à ce stade. Nous travaillons sur le design depuis environ un an et demi. Tous les personnages, les décors et les créatures sont à peu près [fixés] »,. Le 11 février 2017, James Cameron annonce que l’écriture des quatre suites est terminée. Il estime que l’écriture des scénarios a pris quatre ans au total. Une scène de The High Ground, présentant une bataille dans l’espace entre des Na’vi, des humains et des vaisseaux spatiaux, a été coupée ; elle a été ensuite utilisée dans le roman préquelle du même nom. Cameron explique l’avoir supprimée car elle ne respecte pas suffisamment les éléments essentiels de la suite,.
Au sujet des thèmes traités dans les suites Avatar, James Cameron explique : « Ce sera une extension naturelle de tous les thèmes, et des personnages, et des courants spirituels sous-jacents. En gros, si vous avez aimé le premier film, vous allez adorer ces films, et si vous l’avez détesté, vous allez probablement les détester. Si vous l’avez aimé à l’époque, et que vous avez dit plus tard que vous l’avez détesté, vous allez probablement aimer ceux-là »,. Il compare ensuite les suites à la trilogie du Parrain (1972-1990), la qualifiant de « saga familiale générationnelle […] C’est la continuation des mêmes personnages et de ce qui se passe lorsque des guerriers, prêts à se suicider et à sauter des falaises sur le dos de gros Toruks orange, grandissent et ont leurs propres enfants. Maintenant, ce sont les enfants qui apportent le changement. C’est intéressant »,.
James Cameron mentionne, en février 2019, que le personnage de Tuk est âgé de huit ans et que le film comporte une scène entre Jake et Neytiri qui se déroule de son point de vue : « Il y a une scène de dispute de trois pages entre Jake et Neytiri, une dispute conjugale, très, très importante pour l’intrigue. J’ai fini par tout filmer du point de vue de l’enfant de 8 ans qui se cache sous la structure et jette un coup d’œil. Ayant vécu l’expérience avec [Sam Worthington] sur Avatar, je savais maintenant comment écrire le personnage de Jake en allant de l’avant à travers les montagnes russes émotionnelles des quatre prochains films »,,. Dans une interview de décembre 2019, Stephen Lang déclare que son personnage a toujours été destiné à revenir dans les suites. James Cameron lui aurait confié « que Quaritch a un avenir » pendant le tournage du premier film.
Pour l'actrice Sigourney Weaver, « le film parle de la famille, de nos familles qui essaient de rester unies [et] de tout ce que nous faisons pour nous protéger les uns les autres et protéger l’endroit où nous vivons. Cette histoire s’inspire beaucoup de la famille [de James Cameron] et de la joie qu’elle lui procure, mais aussi de la vulnérabilité qu’on ressent lorsqu’on a des enfants »,. James Cameron affirme que le film aborde les conséquences de la parentalité sur Jake et Neytiri : « Devenir parent change tellement votre comportement et votre système de valeurs… Ce que nous avons vu dans le premier film, ce sont des gens qui n’avaient peur de rien. Jake se jetait de son ikran sur un léonoptéryx (créatures présentes dans Avatar), mais un père de quatre enfants peut-il faire cela ? Il essaie de garder ses enfants en vie et d’adapter sa propre vie. Est-il encore un guerrier ? Ces jeunes garçons de 14.15.16 ans, qui arrivent, sont-ils tout excités à l’idée de partir à la guerre et de se battre pour leur peuple et leur pays ? Comment [Jake] va-t-il être hypocrite et les retenir quand il devra aller le faire ? »,.
Le critique Brian Tallerico de RogerEbert.com note que certains des thèmes du film font écho à des thèmes de films antérieurs réalisés par Cameron, notamment Titanic, Aliens, le retour (1986), Abyss (1989), Terminator (1984) et Terminator 2 : Le Jugement dernier (1991). Par exemple, le film pose la question de savoir s’il faut fuir et se cacher d’un ennemi puissant ou combattre son mal, comme dans les films Terminator. Le film évoque également les thèmes de l’écologisme et de la colonisation.

### Distribution des rôles

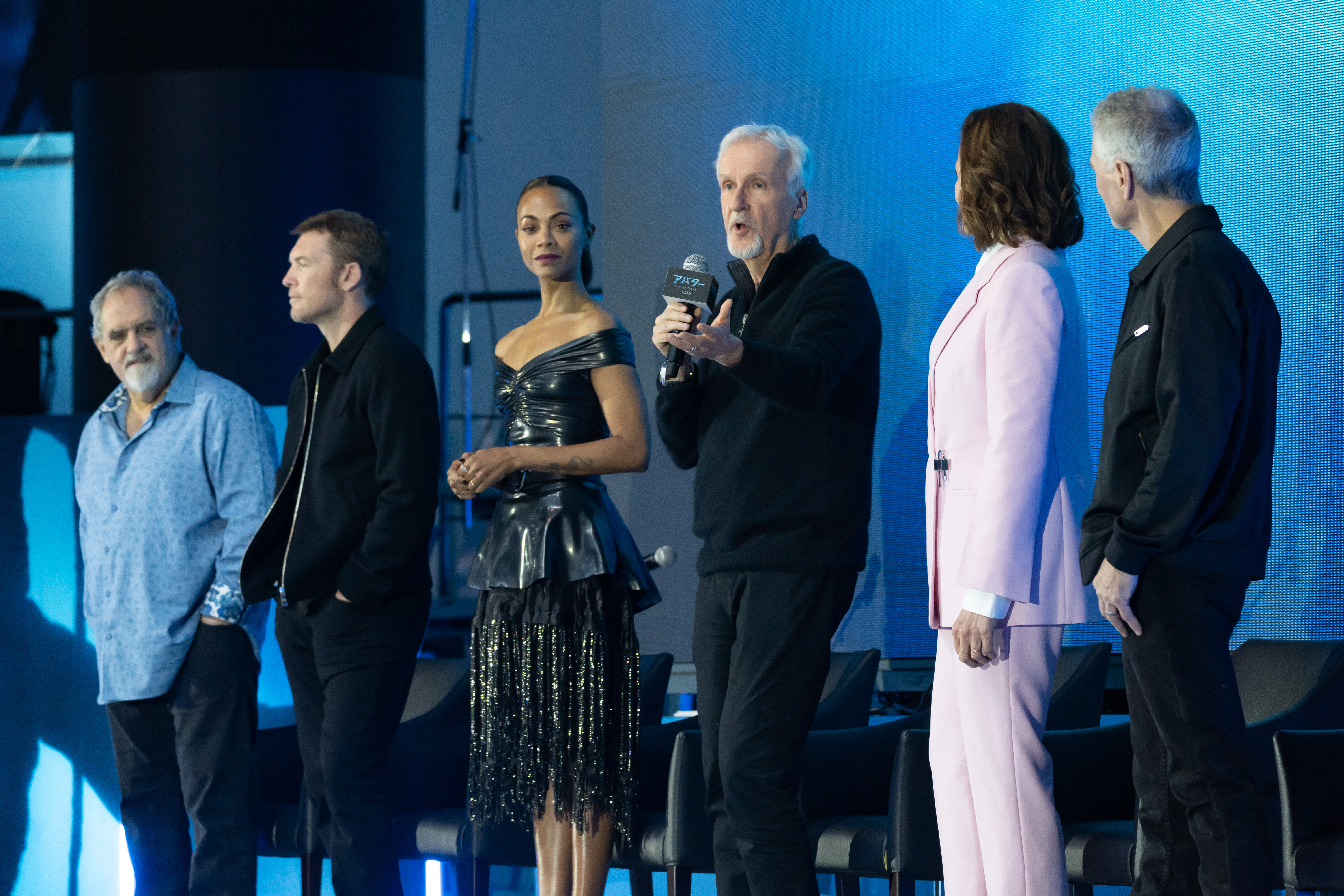
Jon Landau, Sam Worthington, Zoe Saldaña, James Cameron, Sigourney Weaver et Stephen Lang à Tokyo, au Japon, pendant la promotion du film.

Sam Worthington et Zoe Saldaña confirment en janvier 2010 qu’ils ont signé pour reprendre leurs rôles dans les suites. Quelques mois plus tard, James Cameron confirme que Sigourney Weaver et Stephen Lang reviendront malgré la mort de leurs personnages dans le premier film,. Il précise également que Sigourney Weaver sera présente dans les trois suites (la cinquième n’était pas prévue à l’époque) et que son personnage, Grace Augustine, sera vivante. Cependant, Sigourney Weaver déclare, en mars 2015, qu’elle jouera un nouveau personnage dans le prochain film. James Cameron confirme, en 2010, que Stephen Lang reprendra le rôle de Quaritch dans les trois premières suites : « Je ne vais pas dire exactement comment nous le ramenons, mais c’est une histoire de science-fiction, après tout. Son personnage évoluera dans des endroits vraiment inattendus à travers l’arc de notre nouvelle saga de trois films »,,. En septembre 2015, Michelle Rodriguez déclare que contrairement à Sigourney Weaver et Stephen Lang, dont les personnages sont également morts dans le premier film, elle ne reviendra pas dans Avatar 2.
D’autres acteurs sont annoncés en 2017, dont Joel David Moore, CCH Pounder et Matt Gerald, qui reprennent leur rôle du premier film,,,. De plus, Cliff Curtis rejoint la distribution dans le rôle de Tonowari, le chef du clan des Na’vi de Metkayina,. Le 23 septembre 2017, il est annoncé que l’enfant acteur Filip Geljo a été engagé pour un rôle non divulgué. Le 27 septembre, sept enfants acteurs intègrent la distribution, dont Neteyam : Jamie Flatters, Britain Dalton et Trinity Bliss dans les rôles des enfants de Jake et Neytiri, Filip Geljo, Bailey Bass et Duane Evans Jr. dans les rôles des Metkayina (avec Cliff Curtis), et Jack Champion ; il est le seul à jouer en prise de vues réelles, dans le rôle d’un humain né sur Pandora,. James Cameron indique, par la suite, que les enfants du casting ont été entraînés pendant six mois pour se préparer aux scènes sous-marines filmées en capture de mouvement, et qu’ils sont désormais tous capables de retenir leur souffle « entre deux et quatre minutes »,, même Trinity Bliss, alors âgée de sept ans ; ils sont désormais « tous parfaitement capables de jouer sous l’eau, très calmement en retenant leur souffle »,,.
Le 3 octobre 2017, il est annoncé que Kate Winslet, que James Cameron a dirigée sur Titanic, a rejoint la distribution d’Avatar 2, et éventuellement de ses suites. James Cameron déclare à ce sujet : « Kate et moi cherchions à travailler ensemble depuis 20 ans, depuis notre collaboration sur Titanic, qui a été l’une des plus gratifiantes de ma carrière » ; il ajoute que son personnage s’appelle Ronal,,. Kate Winslet a été longtemps réticente à retravailler avec James Cameron après le tournage difficile de Titanic, qui l’aurait traumatisée. L’actrice explique avoir accepté le rôle parce qu’elle aimait Avatar, qu’elle était attirée par le rôle féminin fort et bien écrit qui lui était proposé, qu’elle aimait être dans l’eau et qu’elle voulait travailler avec Cameron et les acteurs du film. Bien que la nature de son personnage soit initialement inconnue, James Cameron précise, le mois suivant, que Ronal fait « partie du peuple de la mer, du peuple des récifs », en référence au clan Na’vi de Metkayina. Avatar 2 devient ainsi le premier rôle de Winslet en capture de mouvement, ce dont elle avait hâte ; insistant pour effectuer elle-même tous les mouvements de son personnage, l’actrice doit apprendre la plongée en apnée pour le film, à l’instar des enfants acteurs,. Selon Kate Winslet, James Cameron lui a proposé le rôle en juillet 2017 lorsqu’il est venu l’aider, elle et Leonardo DiCaprio, lors d’une collecte de fonds en France ; il lui a envoyé les scénarios peu de temps après. L’actrice estime que son rôle est « assez limité par rapport à la longueur du tournage », puisqu’elle ne participe qu’à un mois de tournage ; elle précise qu’il s’agit malgré tout d’un « personnage central dans le déroulement de l’histoire »,.
Le 13 octobre 2017, il est annoncé que Giovanni Ribisi va reprendre son rôle de Parker Selfridge du premier film, dans les quatre films Avatar à venir. Le 25 janvier 2018, Dileep Rao est confirmé dans le rôle du Dr Max Patel. Un an plus tard, Edie Falco et Brendan Cowell rejoignent la distribution dans des rôles en prise de vues réelles,. En octobre 2019, Edward Norton révèle avoir refusé un rôle dans Avatar 2, car il n’était intéressé que par le fait de jouer un Na’vi, ce que n’était pas le personnage qui lui était proposé.

### Tournage

#### Capture de mouvement
Le tournage préliminaire d’Avatar : La Voie de l’eau commence le 15 août 2017, le lieu de tournage principal étant Manhattan Beach, en Californie. Le tournage commence le 25 septembre 2017, en même temps qu’Avatar 3 (2025),,. Comme Sigourney Weaver le révèle plus tard, en novembre, le tournage a dû être repoussé pour lui permettre de tourner un caméo dans l’épisode final de la huitième saison de Doc Martin (en).
Le 23 novembre, James Cameron indique que l’équipe réalise depuis un mois des essais avec les acteurs pour filmer des scènes sous-marines en capture de mouvement, et qu’ils ont réussi à filmer la première de ces scènes le 14 novembre, avec six des sept enfants acteurs principaux, dont Trinity Bliss. Il déclare : « Nous obtenons de très bonnes données, de beaux mouvements de personnages et une excellente capture de mouvement faciale. Nous avons pratiquement résolu le problème »,,. Il précise que les tests dureront jusqu’en janvier 2018, car « nous travaillons toujours dans notre petit réservoir de test. Nous passons à notre grand réservoir en janvier »,. Il s’agit d’une « scène de dialogue », car selon Cameron, les personnages communiquent via « une sorte de langage des signes »,.
Le 30 avril 2018, lors du tournage d’une scène sous-marine, Kate Winslet retient sa respiration pendant plus de sept minutes, battant ainsi le record de la plus longue respiration retenue lors du tournage d’une scène de film sous l’eau, record précédemment détenu par Tom Cruise pour Mission impossible : Rogue Nation (2015). En mai 2018, Zoe Saldaña déclare que le tournage n’est « en quelque sorte qu’à mi-chemin » et que l’équipe est « sur le point [de terminer] le tournage en capture de mouvement pour les [deuxième et troisième] films, puis après cela, ils passent directement à la préproduction pour la partie en prise de vues réelles qui sera tournée pendant six mois en Nouvelle-Zélande »,. Zoe Saldaña termine le tournage de ses scènes le 8 juin, à la fois pour Avatar 2 et sa suite ; Cameron déclare à la même période que 130 jours de capture de mouvement ont été tournés,. Le 14 novembre 2018, James Cameron annonce que le tournage de la capture de mouvement avec les acteurs principaux est terminée.
Alors qu’une partie du film est tournée à 24 images par seconde, de nombreuses scènes rapides sont filmées à 48 images par seconde. Cela permet aux objets rapides d’être encore clairement visibles lorsqu’ils sont en mouvement, mais il est également considéré qu’une vue trop détaillée amène parfois le spectateur à voir des acteurs de jeu vidéo plutôt que les personnages de l’histoire. Le projecteur de la salle de cinéma fonctionne à 48 images par seconde, pour les sections à 24 images par seconde, les images sont dupliquées.

#### Prise de vues réelles
En février 2019, le producteur Jon Landau déclare que le tournage en prise de vues réelles d’Avatar 2 et 3 va commencer en Nouvelle-Zélande au printemps 2019. James Cameron confirme quelques jours plus tard qu’ils ont « seulement terminé [les parties en capture de mouvement]. Maintenant, c’est la grande majorité des personnages et c’est la grande majorité de la durée des films. Mais cette petite partie en prise de vues réelles va me coûter cinq mois de ma vie pour les deux films »,. Le tournage commencé en 2019 se termine le 29 novembre, pour reprendre l’année suivante en Nouvelle-Zélande.
Le 17 mars 2020, Jon Landau annonce que le tournage des suites Avatar en Nouvelle-Zélande est reporté indéfiniment en raison de la pandémie de Covid-19. Il confirme également que la production resterait à Los Angeles. Cependant, la réalisation virtuelle se poursuit à Manhattan Beach, en Californie, tandis que les effets visuels continuent d’être réalisés chez Weta Digital à Wellington. Début mai, les protocoles de production en matière de santé et de sécurité sont approuvés par le gouvernement néo-zélandais, ce qui permet de reprendre le tournage dans le pays. Après leur arrivée en Nouvelle-Zélande, James Cameron et 55 autres membres de l’équipe commencent une période d’isolement de 2 semaines supervisée par le gouvernement dans un hôtel de Wellington avant de reprendre le tournage. Avatar 2 et 3 deviennent ainsi les premiers grands blockbusters hollywoodiens à reprendre la production après avoir été reportés en raison de la pandémie,,. Le 16 juin 2020, James Cameron reprend le tournage et Jon Landau publie sur Instagram une photo de son équipe en train de filmer la production,. La production a engagé 46 acteurs néo-zélandais, dont Cliff Curtis (Tonowari) et Duane Evans Jr. (Roxto), 114 cascadeurs locaux, près de 800 figurants et 36 apprentis et stagiaires,. En septembre 2020, James Cameron confirme que le tournage en prise de vues réelles en Nouvelle-Zélande est terminé, ce qui clôt le tournage du film après plus de trois ans ; il estime qu’Avatar 3 est terminé à « 95 % », car il reste des scènes en prise de vues réelles à tourner en dehors de la Nouvelle-Zélande,,.
En juillet 2022, la New Zealand Film Commission révèle que les suites Avatar ont reçu un financement public de plus de 140 millions de dollars néo-zélandais par le biais de la Screen Production Grant du pays. En comparaison, la trilogie du Hobbit (2012-2014) avait reçu 161 millions de dollars néo-zélandais en subventions cinématographiques. Alors que le chef adjoint du parti ACT, Brooke van Velden, critique le programme de subventions cinématographiques du gouvernement pour avoir prétendument pris des fonds publics dans d’autres domaines, le ministre du développement économique et régional, Stuart Nash, soutient que les subventions cinématographiques de la Nouvelle-Zélande pour les principaux produits hollywoodiens apportent à l’industrie cinématographique néo-zélandaise les investissements étrangers et les emplois dont elle a besoin.

### Effets spéciaux
« Cela n’a jamais été fait auparavant et c’est très délicat car notre système de capture de mouvement, comme la plupart des systèmes de capture de mouvement, est ce qu’on appelle une base optique, c’est-à-dire qu’il utilise des marqueurs qui sont photographiés avec des centaines de caméras. Le problème avec l’eau n’est pas la partie immergée, mais l’interface entre l’air et l’eau, qui forme un miroir mobile. Ce miroir mobile reflète tous les points et les marqueurs, et cela crée des milliers de fausses cibles, donc nous avons dû trouver un moyen de contourner ce problème, ce que nous avons fait […]. Cela nous a pris environ un an et demi maintenant pour déterminer comment nous allons procéder. »,,.

— James Cameron, au sujet des difficultés liées à un tournage en capture de mouvement sous l’eau.
Le 31 juillet 2017, il est annoncé que Weta Digital a commencé à travailler sur les suites Avatar. Le film comporte de nombreuses scènes sous-marines réellement filmées sous l’eau avec les acteurs en capture de mouvement,. Un tournage en capture de mouvement sous l’eau n’ayant jamais été réalisé auparavant, il faut un an et demi pour développer un nouveau système de capture de mouvement,. En décembre 2022, le producteur VFX de Weta FX, David Conley, décrit Avatar 2 comme le plus grand projet d’effets visuels auquel la société ait jamais participé ; pour pouvoir gérer la quantité considérable de données, Weta a recours aux services de la société de cloud computing Amazon Web Services.
Jon Landau déclare en novembre 2018 qu’Avatar 2 présentera un certain nombre d’améliorations technologiques majeures par rapport au premier film. Une grande partie du travail d’éclairage des scènes virtuelles pourrait être effectuée pendant la production au lieu de la postproduction, et comme Alita: Battle Angel (2019), que Cameron a produit et coécrit, l’équipe peut utiliser deux caméras frontales HD légères pour enregistrer les expressions faciales des acteurs,. En outre, ils ont également utilisé deux marionnettes numériques au lieu d’une seule ; l’une est une copie exacte de l’acteur réel, tandis que l’autre est le personnage de l’acteur, ce qui permet à l’équipe de recibler l’une sur l’autre pour la rendre aussi précise que possible,.
En juin 2017, James Cameron déclare qu’il est possible que le film soit projeté en « 3D sans lunettes », tout comme les suites,, mais il dément par la suite ces rumeurs, estimant que la technologie n’est pas encore au point. Plus tard, Industrial Light & Magic est sollicité pour ajouter quelques effets spéciaux numériques. Le film est achevé le 23 novembre 2022.

### Durée
En juillet 2022, le magazine Empire révèle que la durée du film est « d’environ trois heures » à ce stade de la production. En novembre 2022, il est révélé que la durée du film est de 192 minutes (3 heures et 12 minutes). Dans l’interview accordée à Empire, James Cameron déclare : « Je ne veux pas que quelqu’un se plaigne de la durée du film alors qu’il s’assoit et regarde [la télévision] pendant huit heures… J’ai vu mes enfants s’asseoir et regarder cinq épisodes d’une heure à la suite. Voici le grand changement de mentalité qui doit se produire : il n’y a pas de mal à se lever et à aller faire pipi »,,. Avatar : La Voie de l’eau est le deuxième film distribué par Disney et le deuxième film des 20th Century Studios, après respectivement Avengers: Endgame et Titanic, à durer plus de trois heures.

### Musique
James Horner, qui a composé la bande originale d’Avatar, était initialement pressenti pour composer la musique de la franchise, avant son décès dans un accident d’avion en juin 2015. En décembre 2019, Simon Franglen, qui a déjà travaillé avec James Cameron et James Horner en tant que producteur de disques et arrangeur depuis Titanic en 1997, y compris sur Avatar (complétant notamment la partition de Horner pour Les Sept Mercenaires, en 2016, après son décès), est pressenti pour écrire la musique du film. Jon Landau confirme qu'il est impliqué dans le projet en août 2021, ainsi que dans les prochaines suites Avatar. La partition de Horner est réutilisée dans le film, en plus des thèmes originaux produits par Franglen. La composition de la musique du film commence officiellement le 29 juillet 2022, à la Newman Scoring Stage de 20th Century. L’album de la bande originale sort le 16 décembre 2022 chez Hollywood Records,. Un album comprenant 10 morceaux supplémentaires sort ensuite le 20 décembre.
En novembre, il est annoncé que le film comprendra une chanson originale intitulée Song Chord interprétée par Franglen et Zoe Saldaña. Le mois suivant, il est annoncé qu’une chanson originale du chanteur canadien The Weeknd, Nothing Is Lost (You Give Me Strength), produite par Franglen et le groupe suédois Swedish House Mafia, sera incluse dans le film,.
| 1.      | Nothing Is Lost (You Give Me Strength) | The Weeknd  | 4:28 |
| 2.      | Into the Water                         |             | 3:40 |
| 3.      | Happiness Is Simple                    |             | 2:22 |
| 4.      | A New Star                             |             | 2:57 |
| 5.      | Converging Paths                       |             | 1:45 |
| 6.      | Rescue and Loss                        |             | 6:40 |
| 7.      | Family Is Our Fortress                 |             | 3:07 |
| 8.      | Hometree                               |             | 3:28 |
| 9.      | The Way of Water                       |             | 2:30 |
| 10.     | Payakan                                |             | 3:30 |
| 11.     | Mighty Eywa                            |             | 4:13 |
| 12.     | Friends                                |             | 1:47 |
| 13.     | Cove of the Ancestors                  |             | 2:46 |
| 14.     | The Tulkun Return                      |             | 2:51 |
| 15.     | The Hunt                               |             | 5:48 |
| 16.     | Na’vi Attack                           |             | 4:44 |
| 17.     | Eclipse                                |             | 3:13 |
| 18.     | Bad Parents                            |             | 3:23 |
| 19.     | Knife Fight                            |             | 2:48 |
| 20.     | From Darkness to Light                 |             | 4:14 |
| 21.     | The Spirit Tree                        |             | 2:58 |
| 22.     | The Songcord                           | Zoe Saldaña | 3:20 |
| 1:16:00 |                                        |             |      |

## Accueil

### Promotion
Disney a réalisé une promotion intensive d’Avatar : La Voie de l’eau à travers de multiples supports médiatiques, notamment le merchandising, les produits de consommation, les parcs à thème et la publicité. Lors du CinemaCon 2022, le titre de la suite est officiellement annoncé et le premier teaser est présenté à cette occasion, ainsi que quatre images inédites présentant les aventures des Na’vi sur et au large des côtes de Pandora. Le teaser est présenté en salle lors de la première de Doctor Strange in the Multiverse of Madness,, et est ensuite mis en ligne le 9 mai. Il a été visionné 148,6 millions de fois pendant les 24 premières heures de sa mise en ligne, dont 23 millions rien qu’en Chine, selon Disney et 20th Century,. Grant Ridner de GQ le présente ainsi : « Le teaser comporte un minimum de dialogues et se concentre principalement sur des images de la Pandora céruléenne et de ses résidents, ainsi que de la flore et de la faune indigènes »,. Stuart Heritage du Guardian n’est pas convaincu par le teaser : « Il n’y a pas la moindre trace de scénario, de personnage ou d’action réelle. Au lieu de cela, nous avons droit à une minute et demie de beaux décors »,. Louis Chilton de The Independent estime également que le teaser « ressemble un peu trop à une démo technologique ou à la bande-annonce d’une suite de jeu vidéo attendue depuis longtemps »,.
En juin 2022, le teaser est modifié par Disney avant les projections en salles de Buzz l’Éclair de Pixar, notamment en ce qui concerne les extraits montrant Sully tenir un fusil et quelques armes à feu. Selon Russ Burlingame de Comic Book Resources, cette modification a été effectuée en raison des « sensibilités du public qui souhaitait éviter de glorifier la violence armée », car Buzz l’Éclair est sorti après la fusillade d’Uvalde ; Drew Taylor de The Wrap estime quant à lui que le changement a été effectué à la demande de la Motion Picture Association, qui souhaitait que la bande-annonce soit jointe aux films classés PG. De nouvelles photos de plateau sont publiées par Empire le 30 juin, montrant Kate Winslet et Cliff Curtis dans leurs corps de Na’vi, et d’autres photos sont publiées le jour suivant, montrant Sigourney Weaver dans le rôle de Kiri, sa fille Na’vi adoptée par Jake et Neytiri. Bien que le film n’ait pas été promu au Comic-Con de San Diego, la compagnie Lego a sorti quatre nouveaux ensembles de la franchise dans le cadre de la promotion.
Huit minutes du film sont présentées en 3D à la D23 Expo le 10 septembre 2022,. McFarlane Toys sort plusieurs figurines basées sur les personnages et les créatures, qui sont dévoilées lors de l’événement. Les collections sont officiellement commercialisées le 1er octobre. Un deuxième extrait du film est diffusé pendant le générique de la ressortie d’Avatar le 23 septembre, qui diffère selon les versions et les projections,. La bande-annonce officielle est diffusée le 2 novembre à Good Morning America,. De nouvelles affiches de personnages sont publiées le 21 novembre, en même temps que la seconde bande-annonce,. 18 minutes d’images « inédites » du film sont diffusées en exclusivité lors de la convention CCXP le 2 décembre. Les extraits présentent des intrigues indépendantes autour du personnage de Jake et des événements se déroulant plusieurs années après le premier film.
Disney a lancé la campagne mondiale pour l’environnement Keep Our Oceans Amazing afin de soutenir Nature Conservancy dans la conservation des habitats marins et des espèces animales,. Un artbook intitulé The Art of Avatar: The Way of Water, écrit par Tara Bennett et préfacé par Robert Rodriguez, est disponible en précommande depuis octobre 2022 et doit sortir en même temps que le film. Un autre livre intitulé Avatar The Way of Water : The Visual Dictionary de Joshua Izzo doit également sortir en même temps que le film.
Deadline estime que les annonceurs ont payé plus de 170 millions de dollars pour la promotion du film. Lightstorm Entertainment et Mercedes-Benz ont révélé la voiture-concept Vision AVTR inspiré du film lors du Consumer Electronics Show en 2020. Amazon Echo a activé des interactions pour son assistant virtuel Alexa basées sur le film, une première pour un film. En Chine, Disney s’associe à JD.com et Alipay pour assurer la promotion du film, tandis que Razer lance dans le pays la souris Yaqi Orochi V2 Avatar. NYX Professional Makeup, propriété de L’Oréal, propose une gamme de produits de maquillage inspirés du film. Kellogg’s a lancé environ 53 millions de paquets sur le thème d’Avatar sur ses trois marques. Motorola Mobility et Deutsche Telekom se sont associés à Disney pour promouvoir le film respectivement en Amérique latine et dans la région EMEA.

### Sortie
La première mondiale d’Avatar : La Voie de l’eau a lieu le 6 décembre 2022 à l’Odeon Luxe Leicester Square à Londres. Le film sort en salles aux États-Unis le 16 décembre 2022, distribué par Walt Disney Studios Motion Pictures sous le label 20th Century Studios,,. Le film est le premier film Avatar à sortir sous le label Disney, depuis son acquisition à la fois de 20th Century Studios et des droits d’Avatar en 2019,. Le film sort en formats RealD 3D, Dolby Cinema, IMAX et IMAX 3D. Certaines projections permettent également de voir le film à une fréquence d’images élevée, pouvant atteindre 48 images par seconde. La Voie de l’eau est sorti en Dolby Vision, ce qui sera également le cas des suites à venir. La Voie de l’eau bénéficie de l’une des sorties les plus larges jamais accordées à un film Disney, puisqu’il est diffusé en début d’exploitation sur plus de 12 000 écrans aux États-Unis et au Canada et 40 000 écrans à l’international.
La sortie du film a été reportée à huit reprises, l’équipe prenant plus de temps pour l’écriture, la préproduction et les effets visuels. Initialement, à la fin de 2010, la sortie du film est prévue pour décembre 2014. À la mi-2013, Cameron prévoit qu’Avatar 2 sorte en décembre 2015, date ensuite reportée à 2016, puis à 2017,. En avril 2016, James Cameron annonce quatre suites Avatar qui doivent sortir en décembre 2018, 2020, 2022 et 2023 ; mais, en mars 2017, il déclare que ce film ne sortira pas en 2018, en raison de la production extensive et de l’élaboration des effets visuels.
En avril 2017, une nouvelle date de sortie, le 18 décembre 2020, est annoncée, tandis qu’Avatar 3, 4 et 5 doivent sortir respectivement le 17 décembre 2021, le 20 décembre 2024 et le 19 décembre 2025. Cependant, à la suite de l’annonce des trois prochains films Star Wars, en mai 2019, les suites sont repoussées de deux ans supplémentaires, ce film devant sortir le 17 décembre 2021. La date de sortie est de nouveau reportée en raison de la pandémie de Covid-19, et, en août 2020, une nouvelle date de sortie, le 16 décembre 2022, est annoncée,. À propos des retards, James Cameron s’est dit optimiste quant au fait qu’ils ne nuiraient pas au succès du film, comparant Avatar 2 à ses films Aliens, le retour (1986) et Terminator 2 : Le Jugement dernier (1991), qui ont tous deux rencontré un grand succès commercial en sortant sept ans après les films originaux,. Le film est aussi approuvé pour une sortie en Chine, ce qui en fait l’un des rares blockbusters hollywoodiens à recevoir le feu vert pour une distribution dans le pays en 2022.

### Accueil critique

#### Dans la presse anglophone
Sur le site d’agrégation de critiques Rotten Tomatoes, 77 % des 394 critiques sont positives, avec une note moyenne de 7.1⁄10. Le consensus du site est le suivant : « Sur le plan narratif, il s’agit d’un film assez standard, mais visuellement, Avatar : La Voie de l’eau est une expérience immersive stupéfiante »,. Metacritic accorde au film une note de 67 sur100, sur la base de 68 critiques, indiquant des « critiques généralement favorables ». Les spectateurs interrogés par CinemaScore lui attribuent une note moyenne de « A » sur une échelle de A+ à F, un score identique à celui du premier Avatar, tandis que PostTrak rapporte que 91 % des spectateurs donnent une note positive au film, 82 % d’entre eux déclarant qu’ils le recommanderaient sans hésiter.
Les critiques positives soulignent le spectacle visuel offert par le film et recommandent de le voir dans le plus grand format possible,. Le critique Richard Roeper du Chicago Sun-Times considère que les images du film sont « parmi les plus éblouissantes, vibrantes et magnifiques jamais vues à l’écran »,. Owen Gleiberman, critique pour Variety, qualifie le film de « suite étourdissante et spectaculaire », avec des séquences de combat « miraculeusement soutenues », « des scènes qui vous feront écarquiller les yeux, vous feront tourner la tête et votre âme s’emballera », et « une 3D de pointe (jamais agressive, juste des images qui ont l’air d’être sculptées) [qui] vous permet de vivre chaque descente sous l’eau du film comme si vous y étiez réellement »,. Cependant, Gleiberman juge l’histoire « basique », accompagnée d’une « série de clichés utilisables », de « dialogues rudimentaires » et de personnages sans grande personnalité. David Sims, de The Atlantic, affirme que le film va impressionner le public et lui faire découvrir « de nouveaux plaisirs… dans le monde extraterrestre de Pandora »,. Il admet cependant que le film démarre lentement, « occupé à régler des détails de l’intrigue pour faire le point sur l’évolution de Pandora au cours des dix dernières années »,. Le critique Justin Chang du Los Angeles Times salue James Cameron comme « l’un des rares visionnaires d’Hollywood qui mérite réellement ce terme trop utilisé » et soutient que le film « fera taire la plupart de ses détracteurs »,. Il fait notamment l’éloge de la tendresse et la sensibilité du film. Leah Greenblatt, critique d’Entertainment Weekly, conclut sa critique de La Voie de l’eau en disant que le film « a créé sa propre réalité, la construction méticuleuse d’un monde le plus étonnant et immersif que nous ayons jamais vu à l’écran — jusqu'à ce que ce titre soit transmis, inévitablement, en décembre 2024, date de sortie prévue d’Avatar 3 »,.
Certains critiques estiment toutefois que le film est trop long et que l’histoire n’est pas assez approfondie pour justifier sa longueur. Anthony Lane, critique du New Yorker, estime que « le film dure plus de trois heures, dont certaines parties se rapprochent de la flânerie ; ce n'est que dans le dernier tiers que Cameron donne le coup de fouet et nous rappelle que, dans la chorégraphie des séquences d’action, il reste inégalé »,. Le critique Peter Bradshaw du Guardian déplore la « fadeur cinglante de l’intrigue » et note que malgré le changement de décor, « il n’y a pas une seule image intéressante visuellement »,. Mick LaSalle du San Francisco Chronicle considère le film comme « une histoire longue d’une heure qui traîne sur 192 minutes », tout en reconnaissant que « c’est plutôt joli », comportant ce qui constitue selon lui « l’une des meilleures utilisations de la 3D à ce jour, avec des images qui semblent avoir été conçues en trois dimensions »,. Le critique Robbie Collin du Telegraph déclare que le film « n’a pas d’intrigue, pas d’enjeux et des dialogues atroces » et que « malgré toute la richesse de son univers, La Voie de l’eau est une expérience qui restreint l’horizon — le triste spectacle d’un grand cinéaste qui se retrouve dans un cul-de-sac créatif »,.
Le Toronto Star indique que le film a été mal reçu par les peuples indigènes du Canada, qui y voient une tentative de dépeindre les luttes coloniales d’une population indigène. Le critique Drew Hayden Taylor fait remarquer : « C’est aussi assez conventionnel à sa façon et quelque peu ennuyeux. Prévisible. J’ai participé à des jeux de cartes truqués dont le scénario était moins prévisible »,.

#### En France
En France à sa sortie en salles, Avatar : La Voie de l’eau obtient de la presse des avis majoritairement positifs, avec une note moyenne de 4.2⁄5 selon le site Allociné.
Pour Adrien Gombeaud du quotidien Les Échos : « Treize ans après avoir signé le plus grand succès de l’histoire du cinéma, James Cameron propose une suite encore plus ambitieuse. À travers le spectaculaire miroir de Pandora, Cameron ausculte les maux de notre Terre, l’écologie et l’immigration. Un conte humaniste et un très grand spectacle familial ». Marius Chapuis de Libération est également positif : « blockbuster magistral nous projetant dans une nature sublimée et menacée par un impérialisme écocide, le film de James Cameron emporte le spectateur au-delà des frontières connues du cinéma ». Pour Antoine Desrues du site ecranlarge.com, le film est une « claque technologique et mythe moderne d’une densité folle […] Avatar 2 : La Voie de l’eau est bien le miracle tant espéré. James Cameron a de nouveau signé un film monde bouleversant, dont la portée philosophique devrait occuper longtemps… au moins jusqu’à Avatar 3 ».
Plus mitigé, Jacques Mandelbaum du Monde déplore que « la saga cosmique de James Cameron perd de son charme » : « Il ressort de ce tableau un bilan mitigé. Au rayon profits, on relève l’évidence : une grande saga familialiste pour les fêtes, servie par l’excellence technologique, la magnificence des décors, et un credo écologique qui tombe à pic. Côté pertes, pas mal de choses. La surprise éventée de l’univers. Les forçages induits par l’idée de la suite (retour du même, en moins bien). Le scénario simpliste, rehaussé par un conflit œdipien. Les dialogues réduits à des clichés ». Dans sa critique pour le site de France Culture, Lucile Commeaux indique que « La forme du film regarde tellement vers l’arrière qu’elle semble faire du surplace, exactement comme le récit » ; « C’est en effet un film qui repose sur les acquis à mon avis déjà fragiles de son premier succès. Apparemment, Cameron a décidé que ce n’était pas nécessaire d’imaginer un nouveau récit ; certaines séquences sont exactement les mêmes […]. De la même manière apparemment, la fable écologique […] suffit à faire discours dans le deuxième film de la franchise. On pleurniche derechef le vivant avec l’aplomb des pionniers, sans se donner la peine de réactualiser un quelconque substrat politique et idéologique ».
Au micro du Masque et la Plume sur France Inter, Xavier Leherpeur résume : « c’est spectaculaire, mais c’est crétin ». Pour Sophie Avon, l’histoire est « d’une minceur extrême, avec des enjeux tout ce qu'il y a de plus binaires […] reposant sur un imaginaire convenu pour ne pas dire pauvre ». Pour Éric Neuhoff le « scénario est vide, on passe trois heures à soupirer car il ne se passe rien », « on est dans un Club Med du futur avec des GO qui organisent des courses à dos de dragon […], c’est un film très indigent ». Jean-Marc Lalanne relève cependant que le « classicisme du récit » détonne des « normes de production du Hollywood d’aujourd’hui » et se dit impressionné par l'exploit technique, avouant « des moments de sidération devant des choses jamais vues ».

#### En Suisse
La presse suisse est également plus critique. Le Temps affirme qu’on « aime [ce film] pour son efficacité technique, moins pour son scénario toujours aussi gnangnan ». Pour Le Matin, c’est « à la fois du James Cameron au sommet de son art mais aussi une synthèse de ses limites », pour la Liberté de Fribourg le réalisateur « envoie du lourd [mais] on pourrait juste reprocher à James Cameron une tendance à se regarder filmer et à étirer ses plans », et enfin selon Le Nouvelliste « L’écriture du scénario et des personnages est aussi caricaturale que dans le premier opus, le tout tournant vite à l’affrontement banal entre sagesse gnangnan et cupidité stéréotypée »,,.

### Box-office

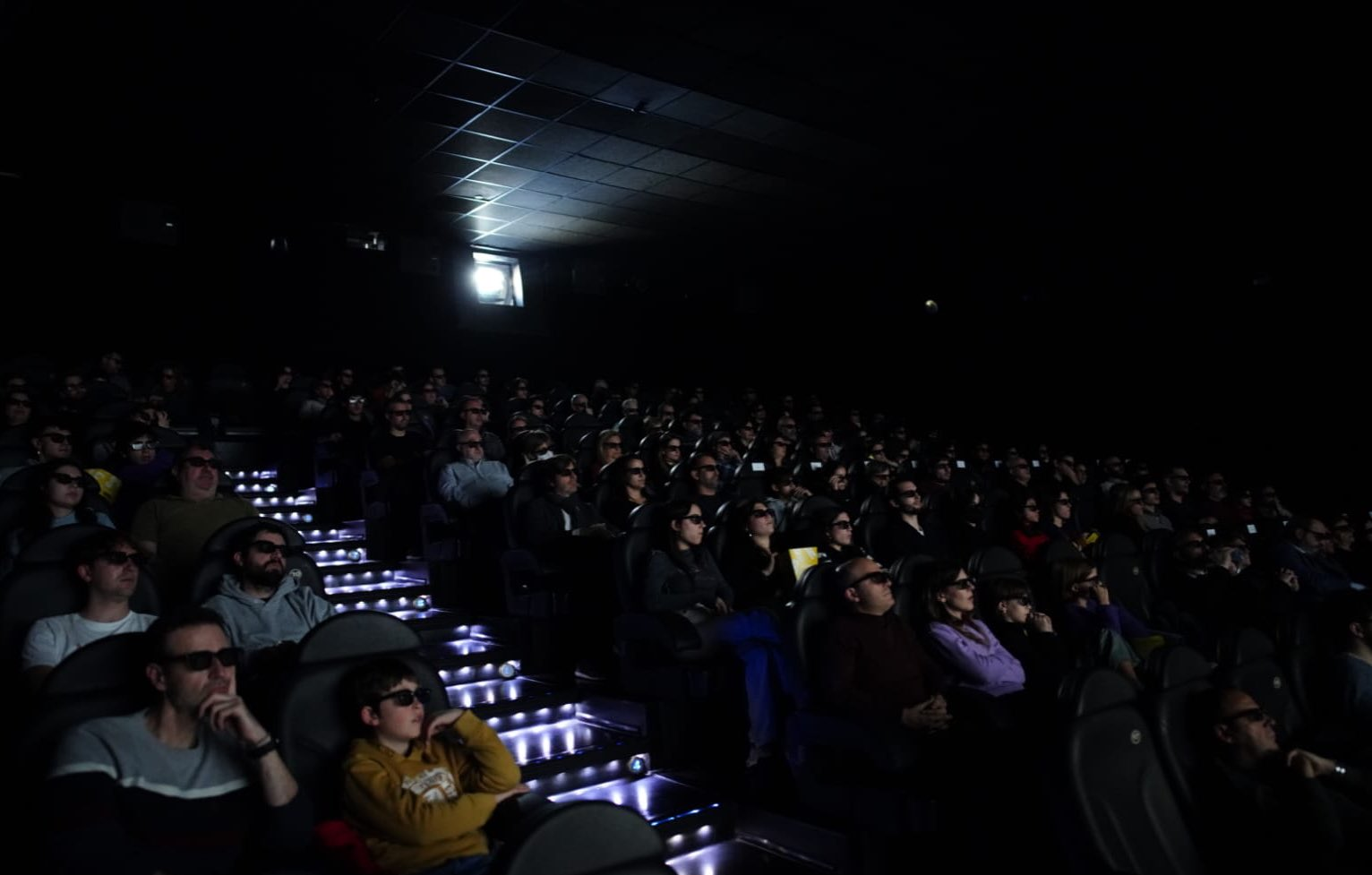
Des spectateurs regardant le film en 3D à Barcelone.

Au 13 mars 2023, Avatar : La Voie de l’eau a rapporté 675 millions de dollars aux États-Unis et au Canada, et 1,619 milliard de dollars dans le reste du monde, pour un total de 2,294 milliards de dollars,. Le film génère 441,7 millions de dollars lors de son week-end d’ouverture dans le monde, ce qui constitue le 11e plus grand démarrage de tous les temps et le troisième plus grand démarrage depuis le début de la pandémie de Covid-19, derrière Spider-Man: No Way Home (601 millions de dollars) et Doctor Strange in the Multiverse of Madness (452,4 millions de dollars). Les séances en IMAX ont rapporté 48,8 millions de dollars, soit le deuxième meilleur week-end mondial pour un film sorti dans les cinémas IMAX,. Il s’agit du plus gros succès de l’année 2022 et du troisième plus gros succès de tous les temps,.
En outre, c’est le quatrième film à atteindre la barre du milliard de dollars depuis le début de la pandémie après Spider-Man: No Way Home, Top Gun : Maverick et Jurassic World : Le Monde d’après, ainsi que le sixième film le plus rapide à atteindre ce seuil,. Le film franchit la barre des 2 milliards de dollars le 22 janvier, devenant ainsi le premier film depuis le début de la pandémie et le sixième de l’histoire à atteindre ce seuil ; il s’agit également du deuxième film le plus rapide à dépasser les 2 milliards de dollars de recettes brutes, puisqu’il a atteint ce seuil en 40 jours,,,.

#### Amérique du Nord
Le 14 décembre, avant la sortie du film en Amérique du Nord, Boxoffice Pro prévoyait un week-end d’ouverture aux États-Unis et au Canada à hauteur de 145–179 millions de dollars, et un total de 574–803 millions de dollars de recettes finales. Le film réalise 53,2 millions de dollars le premier jour, dont 17 millions de dollars grâce aux avant-premières du jeudi soir. Il démarre avec un week-end de 134,1 millions de dollars, soit près du double du score d’ouverture de l’original (77 millions de dollars), ce qui reste inférieur aux attentes ; il termine cependant premier au box-office,. Deadline et Variety soulignent que les bons retours des spectateurs, la faible baisse de fréquentation d’un jour à l’autre, la concurrence limitée des autres films et l’approche des vacances de Noël sont autant d’éléments qui laissent présager une longue carrière au box-office,.
Le film rapporte 63,3 millions de dollars au cours de son deuxième week-end, ce qui représente une baisse de 53 %, et 95,6 millions de dollars au cours du week-end de Noël de quatre jours, demeurant en tête du box-office. La baisse des recettes lors du deuxième week-end est en partie due à la tempête hivernale nord-américaine de décembre 2022. Lors du troisième week-end, le film rapporte 67,4 millions de dollars, ce qui correspond à une augmentation de 6 %, et rapporte également 88,8 millions de dollars lors du week-end de quatre jours du Nouvel An,, devenant ainsi le deuxième film le plus rentable de 2022 dans la région. Le film est resté en tête du box-office pendant ses sept premiers week-ends d’exploitation, soit le plus grand nombre de week-ends consécutifs pour un film depuis le premier Avatar,. Il est également le huitième plus gros succès de tous les temps aux États-Unis et au Canada.

#### Chine
Le jour de la sortie d’Avatar : La Voie de l’eau, Tianjin Maoyan Weiying Culture Media estime que le film va rapporter 357 millions de dollars à la fin de son exploitation (2,5 milliards de yuans) et 100 millions de dollars lors de son week-end d’ouverture. Le film rapporte 57 millions de dollars au cours de la première semaine en Chine, dont 51,3 millions de dollars au cours du week-end. Les recettes du film sont affectées par la récente augmentation du nombre d’infections par le virus Covid-19 dans le pays. La société IMAX a déclaré qu’il s’agissait de son meilleur week-end en Chine avec une ouverture de 15,8 millions de dollars. Le deuxième week-end, le film rapporte 25,9 millions de dollars, ce qui représente une baisse de 55 %, avant de connaître une hausse de 42 % pendant le week-end du Nouvel An avec 36,9 millions de dollars. Variety a prédit que le film continuerait à dominer la région en raison de l’absence de films qui pourraient lui faire concurrence,.

#### Autres territoires
En dehors des États-Unis et du Canada, le film a rapporté 307,6 millions de dollars dans 52 pays au cours de sa première semaine de sortie. Les plus grosses ouvertures du film à la fin de la semaine sont enregistrées en Chine (56,8 millions de dollars), en Corée du Sud (24,9 millions de dollars), en France (21,7 millions de dollars), en Allemagne (19,4 millions de dollars) et en Inde (19,2 millions de dollars),. Au cours du deuxième week-end, il génère 168,6 millions de dollars, soit une baisse de 42 %. Au cours du troisième week-end, il génère 186,7 millions de dollars, soit une augmentation de 6 % par rapport au week-end précédent. Au cours du quatrième week-end, il rapporte 132,6 millions de dollars, soit une baisse de 30 %, devenant le plus gros succès depuis le début de la pandémie en dehors des États-Unis et du Canada. Lors du cinquième week-end, il rapporte 88,6 millions de dollars, pour une baisse de 36 %. Les cinq pays où les recettes totales sont les plus élevées au 26 février sont la Chine (249,8 millions de dollars), la France (148,3 millions de dollars), l’Allemagne (138,3 millions de dollars), la Corée du Sud (105 millions de dollars) et le Royaume-Uni (91 millions de dollars). Avatar : La Voie de l’eau est devenu le film le plus rentable de tous les temps dans vingt pays, dont l’Allemagne, la France, l’Autriche, la Turquie et la Nouvelle-Zélande,,,.
| Pays ou région        | Box-office         | Date d'arrêt du box-office | Nombre de semaines |
| --------------------- | ------------------ | -------------------------- | ------------------ |
| États-Unis Canada     | 684 075 767 $      | 25 mai 2023                | 23                 |
| France                | 14 000 537 entrées | 19 avril 2023              | 19                 |
| Total hors États-Unis | 1 636 174 514 $    | 25 mai 2023                | 23                 |
| Total mondial         | 2 320 250 281 $    | 25 mai 2023                | 23                 |

## Distinctions
Lors de la 95e cérémonie des Oscars, Avatar : La Voie de l'eau a été nommé dans les catégories meilleur film, meilleur mixage de son et meilleurs décors, et remporte le prix des meilleurs effets visuels. Le film a également été nommé pour deux Annie Awards, deux British Academy Film Awards (dont un remporté), six Critics' Choice Movie Awards (dont un remporté) et deux Golden Globes. Le film a été désigné comme l’un des dix meilleurs films de 2022 par le National Board of Review et l’American Film Institute,.

### Récompenses
Sauf indication contraire, les informations mentionnées dans cette section peuvent être confirmées par la base de données cinématographiques IMDb,  présente dans la section « Liens externes ».
| Année | Cérémonie ou récompense                                 | Prix                                                                               | Lauréat(es)                                                                                  |
| ----- | ------------------------------------------------------- | ---------------------------------------------------------------------------------- | -------------------------------------------------------------------------------------------- |
| 2022  | American Film Institute Awards                          | 10 meilleurs films de l'année                                                      |                                                                                              |
| 2022  | Los Angeles Film Critics Association Awards             | Meilleure direction artistique                                                     | Dylan Cole et Ben Proctor                                                                    |
| 2022  | National Board of Review Awards                         | Top Ten Films                                                                      |                                                                                              |
| 2023  | Australian Academy of Cinema and Television Arts Awards | Meilleur film                                                                      |                                                                                              |
| 2023  | Annie Awards                                            | Meilleur effets spéciaux et d'animation dans un long-métrage                       | Jonathan M. Nixon, David Moraton, Nicholas Illingworth, David Caeiro Cebrian et Alex Nowotny |
| 2023  | Annie Awards                                            | Meilleure animation des personnages dans un long-métrage en prises de vues réelles | Daniel Barrett, Stuart Adcock, Todd Labonte, Douglas McHale et Stephen Cullingford           |
| 2023  | BAFTA                                                   | Meilleurs effets visuels                                                           | Richard Baneham, Daniel Barrett, Joe Letteri et Eric Saindon                                 |
| 2023  | Black Reel Awards                                       | Meilleur jeu d'actrice de voix                                                     | Zoe Saldaña                                                                                  |
| 2023  | Critics' Choice Movie Awards                            | Meilleurs effets visuels                                                           |                                                                                              |
| 2023  | Online Film Critics Society Awards                      | Meilleurs effets visuels                                                           |                                                                                              |
| 2023  | Online Film Critics Society Awards                      | Meilleurs design des effets 3D                                                     |                                                                                              |
| 2023  | Oscars                                                  | Meilleurs effets visuels                                                           | Joe Letteri, Richard Baneham, Eric Saindon et Daniel Barrett                                 |
| 2023  | Satellite Awards                                        | Meilleure réalisation                                                              | James Cameron                                                                                |
| 2023  | Satellite Awards                                        | Meilleurs effets visuels                                                           | Richie Baneham, Dan Barrett, Joe Letteri et Eric Saindon                                     |

### Nominations
Sauf indication contraire, les informations mentionnées dans cette section peuvent être confirmées par la base de données cinématographiques IMDb,  présente dans la section « Liens externes ».
| Année | Cérémonie ou récompense                                 | Prix                           | Lauréat(es)                                                                                                |
| ----- | ------------------------------------------------------- | ------------------------------ | --- |
| 2023  | Australian Academy of Cinema and Television Arts Awards | Meilleure réalisation          | James Cameron                                                                                              |
| 2023  | BAFTA                                                   | Meilleur son                   | Christopher Boyes, Michael Hedges, Julian Howarth, Gary Summers et Gwendolyn Yates Whittle                 |
| 2023  | Critics' Choice Movie Awards                            | Meilleur film                  | |
| 2023  | Critics' Choice Movie Awards                            | Meilleure réalisation          | James Cameron                                                                                              |
| 2023  | Critics' Choice Movie Awards                            | Meilleure photographie         | Russell Carpenter                                                                                          |
| 2023  | Critics' Choice Movie Awards                            | Meilleur montage               | Stephen Rivkin, David Brenner, John Refoua et James Cameron                                                |
| 2023  | Critics' Choice Movie Awards                            | Meilleure direction artistique | Dylan Cole, Ben Procter et Vanessa Cole                                                                    |
| 2023  | Golden Globes                                           | Meilleur film dramatique       | |
| 2023  | Golden Globes                                           | Meilleure réalisation          | James Cameron                                                                                              |
| 2023  | Kids' Choice Awards                                     | Film préféré                   | |
| 2023  | MTV Movie & TV Awards                                   | Meilleur film                  | |
| 2023  | Online Film Critics Society Awards                      | Meilleurs décors               | |
| 2023  | Oscars                                                  | Meilleur film                  | James Cameron et Jon Landau                                                                                |
| 2023  | Oscars                                                  | Meilleur mixage de son         | Christopher Boyes, Michael Hedges, Julian Howarth, Gary Summers et Gwendolyn Yates Whittle                 |
| 2023  | Oscars                                                  | Meilleurs décors               | Dylan Cole, Ben Procter et Vanessa Cole                                                                    |
| 2023  | Satellite Awards                                        | Meilleur film dramatique       | |
| 2023  | Satellite Awards                                        | Meilleure photographie         | Russell Carpenter                                                                                          |
| 2023  | Satellite Awards                                        | Meilleurs décors               | Dylan Cole et Ben Procter                                                                                  |
| 2023  | Satellite Awards                                        | Meilleur son                   | Dick Bernstein, Christopher Boyes, Michael Hedges, Julian Howarth, Gary Summers et Gwendolyn Yates Whittle |
| 2023  | Screen Actors Guild Awards                              | Meilleure équipe de cascadeurs | |

## Suites

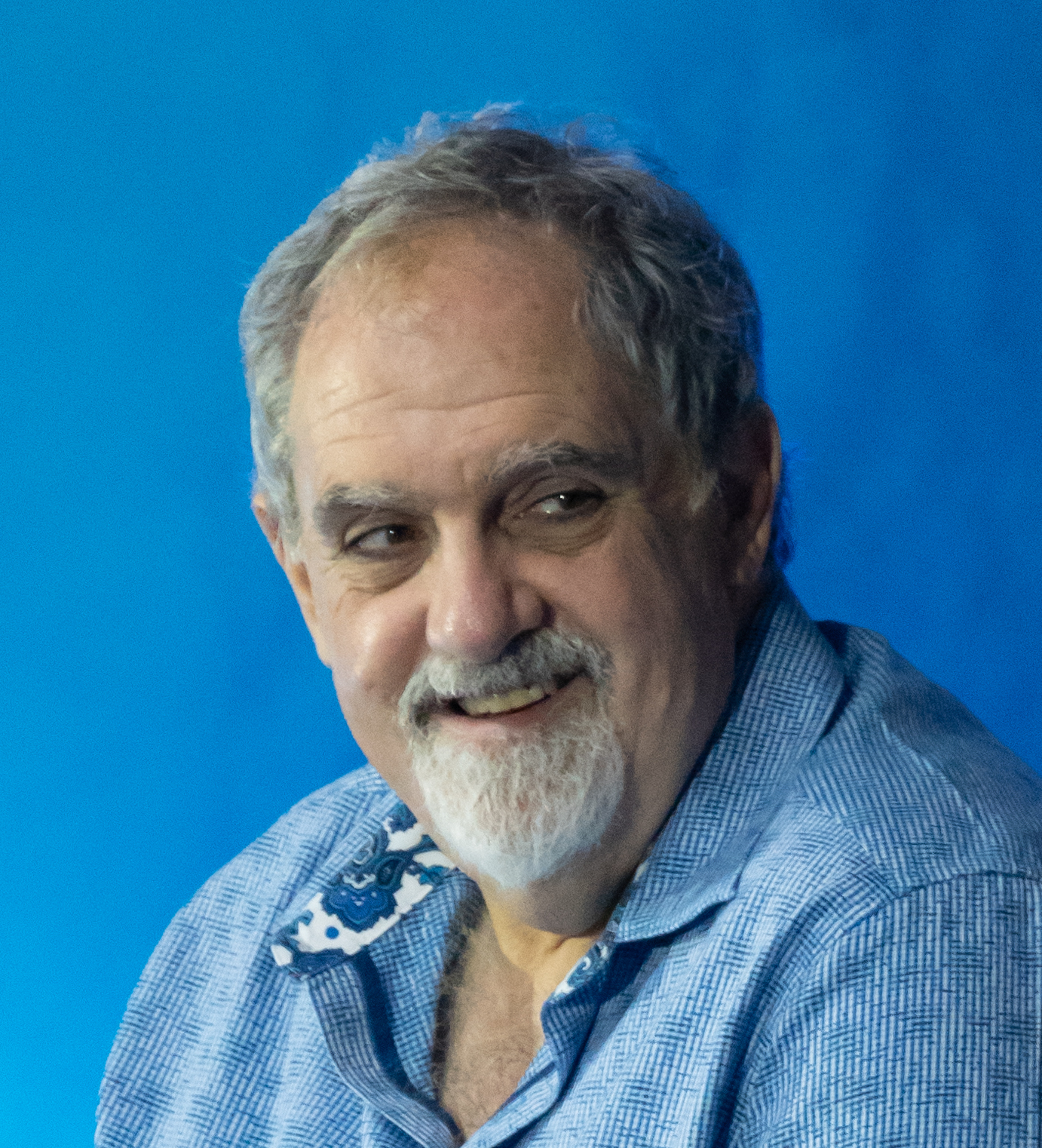
Le producteur d'Avatar: La Voie de l'eau, Jon Landau, à une conférence de presse à Tokyo en 2022

La Voie de l’eau est la première des quatre suites prévues d’Avatar. Le tournage d’Avatar 3 a commencé simultanément avec ce film en Nouvelle-Zélande le 25 septembre 2017. Les acteurs des films précédents, notamment Worthington, Saldaña, Lang, Weaver, Pounder, Winslet, Curtis, Ribisi, Moore, Rao, Gerald, Dalton, Bliss, Champion, Bass et Geljo, font leur retour tandis qu’Oona Chaplin, Michelle Yeoh et David Thewlis vont incarner de nouveaux personnages,,,.
Bien que les deux dernières suites aient été approuvées, Cameron a déclaré ceci dans une interview en novembre 2017 : « Regardons les choses en face, si Avatar 2 et 3 ne font pas assez d’argent, il n’y aura pas de 4 et 5 »,. Thewlis le confirme plus tard en février 2018 : « ils font les 2 et 3, ils vont vérifier si les gens vont les voir, et ensuite ils feront les 4 et 5 »,. À l’inverse, Weaver affirme en novembre 2018, après que le tournage principal des deux premières suites a été terminé, qu’elle est actuellement « occupée à faire Avatar 4 et 5 »,,,. Plusieurs médias en ont déduit que le tournage des deux dernières suites a commencé,,.
En janvier 2019, face au projet d’acquisition de 21st Century Fox par The Walt Disney Company, le PDG de Disney, Bob Iger, confirme qu’Avatar 4 et 5 sont en cours de développement mais qu’ils n’ont pas été officiellement approuvés. Le producteur Jon Landau affirme plus tard qu’Iger a été mal compris : selon Landau, Avatar 4 et 5 « ne sont pas seulement [approuvés] », puisqu’un tiers d’Avatar 4 a déjà été tourné. Après le succès au box-office d’Avatar 2, Cameron a confirmé que les suites ont été approuvées : « Il semble qu’avec l’élan que connaît le film maintenant, nous allons facilement dépasser notre seuil de rentabilité dans les prochains jours, donc il semble que je ne peux pas me dérober et que je vais devoir faire ces autres suites. […] Je sais ce que je vais faire les six ou sept prochaines années »,. Il est également confirmé que Brendan Cowell va reprendre son rôle du Capitaine Mick Scoresby et que Payakan, le Tulkun qui s’est lié d’amitié avec Lo’ak, fera son retour.

### Citations originales
1. ↑  (en) « once the novel is nailed down ».
2. ↑  (en) « strident ».
3. ↑  (en) « a complex job ».
4. ↑  (en) « among titles that are in consideration ».
5. ↑  (en) « gunplay action ».
6. ↑  (en) « fetishize the gun ».
7. ↑  (en) « action filmmaker ».
8. ↑  (en) « separate stories that have an overall arc inclusive of the first film ».
9. ↑  (en) « I didn't assign each writer which film they were going to work on until the last day. I knew if I assigned them their scripts ahead of time, they'd tune out every time we were talking about the other movie ».
10. ↑  (en) « worked out every beat of the story across all three films so it all connects as one, sort of, three-film saga ».
11. ↑  (en) « it didn't go enough into the unexpected ».
12. ↑  (en) « I'm in the process of doing another pass through all three scripts […] Just refining. That's in parallel with the design process. The design process is very mature at this point. We've been designing for about a year and a half. All the characters, settings and creatures are all pretty much [set] ».
13. ↑  (en) « It will be a natural extension of all the themes, and the characters, and the spiritual undercurrents. Basically, if you loved the first movie, you're gonna love these movies, and if you hated it, you're probably gonna hate these. If you loved it at the time, and you said later you hated it, you're probably gonna love these ».
14. ↑  (en) « generational family saga […] It's a continuation of the same characters and about what happens when warriors, willing to go on suicide charges and leap off cliffs on to the backs of big orange Toruks, grow up and have their own kids. Now the kids are the change makers. It's interesting ».
15. ↑  (en) « There's a three-page argument scene between Jake and Neytiri, a marital dispute, very, very critical to the storyline. I wound up shooting it all from the point of view of the 8-year-old hiding under the structure and peeking in. Having gone through the experience with [Sam Worthington] on Avatar, I now knew how to write the Jake character going forward across the emotional rollercoaster of the next four movies ».
16. ↑  (en) « that Quaritch had a future ».
17. ↑  (en) « The story is about family, about our families trying to stay together [and] the lengths to which we all go to protect each other and protect the place where we live. It's very much based on [James Cameron's] family and his joy in the family; and also, how vulnerable you are when you have children ».
18. ↑  (en) « Becoming a parent changes so much of your behavior and your value system…What we saw in the first film were people who were fearless. Jake would throw himself off his ikran onto a leonopteryx (creatures featured in Avatar) but is a father of four going do that?…He's trying to keep his kids alive and trying to adjust his own life. Is he still a warrior? Are these young boys who are 14, 15, 16, coming up, getting all excited about wanting to go to war and fight for their people and for their land? How's [Jake] going to be a hypocrite and hold them back when he has to go do it? ».
19. ↑  (en) « I'm not going to say exactly how we're bringing him back, but it's a science fiction story, after all. His character will evolve into really unexpected places across the arc of our new three-film saga ».
20. ↑  (en) « in the two- to four-minute range ».
21. ↑  (en) « all perfectly capable of acting underwater, very calmly while holding their breath ».
22. ↑  (en) « Kate and I had been looking for something to do together for 20 years, since our collaboration on Titanic, which was one of the most rewarding of my career ».
23. ↑  (en) « part of the Sea People, the reef people ».
24. ↑  (en) « relatively small comparative to the lengthy shoot ».
25. ↑  (en) « a pivotal character in the ongoing story ».
26. ↑  (en) « we're getting really good data, beautiful character motion and great facial performance capture. We've basically cracked the code ».
27. ↑  (en) « we're still working in our small test tank. We graduate to our big tank in January ».
28. ↑  (en) « a dialogue scene ».
29. ↑  (en) « a kind of a sign language ».
30. ↑  (en) « kind of only halfway done ».
31. ↑  (en) « about [to finish] motion capture production on the [second and third] movies, and then after that, they go straight into pre-production for the live-action part that would shoot for six months in New Zealand ».
32. ↑  (en) « only wrapped for [the motion capture parts]. Now, that is the vast majority of the characters and it is the vast majority of the running time of the film[s]. But that pesky little live action component is going to cost me five months of my life across the two movies ».
33. ↑  (en) « 95% ».
34. ↑  (en) « It's never been done before and it's very tricky because our motion capture system, like most motion capture systems, is what they call optical base, meaning that it uses markers that are photographed with hundreds of cameras. The problem with water is not the underwater part, but the interface between the air and the water, which forms a moving mirror. That moving mirror reflects all the dots and markers, and it creates thousands of false targets, so we've had to figure out how to get around that problem, which we did. […] It's taken us about a year and a half now to work out how we're going to do it ».
35. ↑  (en) « glasses-free 3D ».
36. ↑  (en) « around three hours ».
37. ↑  (en) « I don't want anybody whining about length when they sit and binge-watch [television] for eight hours… I've watched my kids sit and do five one-hour episodes in a row. Here's the big social paradigm shift that has to happen: it's okay to get up and go pee ».
38. ↑  (en) « The trailer features minimal dialogue and primarily focuses on shots of the cerulean Pandora and its residents, as well as indigenous flora and fauna ».
39. ↑  (en) « There isn't a trace of premise here, or character, or any real action to speak of. Instead, we're given a minute and a half of nice-looking scenery. It's like being held hostage to look at someone's holiday photos ».
40. ↑  (en) « feels rather too much like a tech demo, or the trailer for a long-gestating video-game sequel ».
41. ↑  (en) « public sentiments to avoid glorifying gun violence ».
42. ↑  (en) « never-seen-before ».
43. ↑  (en) « Narratively, it might be fairly standard stuff—but visually speaking, Avatar: The Way of Water is a stunningly immersive experience ».
44. ↑  (en) « some of the most dazzling, vibrant, and gorgeous images ever seen on screen ».
45. ↑  (en) « dizzyingly spectacular sequel ».
46. ↑  (en) « miraculously sustained ».
47. ↑  (en) « scenes that will make your eyes pop, your head spin and your soul race ».
48. ↑  (en) « state-of-the-art 3D (never in-your-face, just images that look and feel sculpted) [that] makes the film's every underwater glide feel as experiential as one that you're literally on ».
49. ↑  (en) « basic ».
50. ↑  (en) « string of serviceable clichés ».
51. ↑  (en) « bare-bones dialogue ».
52. ↑  (en) « new delights…in the alien world of Pandora ».
53. ↑  (en) « busy with plot details as the film updates the audience on the past decade-plus of Pandoran life ».
54. ↑  (en) « one of the few Hollywood visionaries who actually merits that much-abused term ».
55. ↑  (en) « stun most of his naysayers into silence ».
56. ↑  (en) « created its own whole-cloth reality, a meticulous world-building as astonishing and enveloping as anything we've ever seen on screen — until that crown is passed, inevitably, in December 2024, the projected release date for Avatar 3 ».
57. ↑  (en) « The film is more than three hours long, some of it dangerously close to dawdling; not until the final third does Cameron apply the whip and remind us that, in the choreographing of action sequences, he remains unsurpassed ».
58. ↑  (en) « scathingly bland plot ».
59. ↑  (en) « there isn't a single interesting visual image ».
60. ↑  (en) « a one-hour story rattling around in a 192-minute bag ».
61. ↑  (en) « it looks pretty good ».
62. ↑  (en) « one of the best uses of 3-D to date, with visuals that seem to have been conceived in three dimensions ».
63. ↑  (en) « has no plot, no stakes and atrocious dialogue ».
64. ↑  (en) « for all its world-building sprawl, The Way of Water is a horizon-narrowing experience – the sad sight of a great filmmaker reversing up a creative cul-de-sac ».
65. ↑  (en) « It's also rather conventional in its own way and somewhat boring. Predictable. I've been involved in crooked card games with a less foreseeable storyline ».
66. ↑  (en) « Let's face it, if Avatar 2 and 3 don't make enough money, there's not going to be a 4 and 5 ».
67. ↑  (en) « they're making 2 and 3, they're gonna see if people go and see them, and then they'll make 4 and 5 ».
68. ↑  (en) « busy doing Avatar 4 and 5 ».
69. ↑  (en) « are not only [greenlit] ».
70. ↑  (en) « It looks like with the momentum that the film has now that we’ll easily pass our break even in the next few days, so it looks like I can’t wiggle out of this and I’m gonna have to do these other sequels. […] I know what I’m going to be doing the next six or seven years ».